# Rio Pindaré
Rio Pindaré är ett vattendrag i Brasilien.   Det ligger i delstaten Maranhão, i den nordöstra delen av landet, 1 400 km norr om huvudstaden Brasília.
Runt Rio Pindaré är det mycket glesbefolkat, med 7 invånare per kvadratkilometer.